# Cromwell (Connecticut)
Cromwell è un comune di 13.594 abitanti degli Stati Uniti d'America, situato nella Contea di Middlesex nello Stato del Connecticut.